# 1873 au Nouveau-Brunswick
Chronologie du Nouveau-Brunswick
- 1869
- 1870
- 1871
- 1872
- 1873
- 1874
- 1875
- 1876
- 1877

Cette page concerne les événements survenus en 1873 dans la province canadienne du Nouveau-Brunswick.

## Événements
- Fondation de Ganong Bros., plus ancien fabricant de chocolat au Canada.
- Création du comté de Madawaska.
- 4 janvier : William Muirhead est nommé sénateur
- 15 novembre : Samuel Leonard Tilley succède à Lemuel Allan Wilmot comme lieutenant-gouverneur du Nouveau-Brunswick.
- 1er décembre : le libéral Jeremiah De Veber remporte par acclamation l'élection partielle fédérale de la Cité de Saint-Jean à la suite de la nomination de Samuel Leonard Tilley au poste de lieutenant-gouverneur du Nouveau-Brunswick.

## Naissances
- 2 février : François Richard, député.
- 9 avril : Walter Edward Foster, premier ministre du Nouveau-Brunswick et président du Sénat du Canada.
- 14 avril : Siméon Melanson, homme politique.
- 4 mai : Joseph De Grasse, acteur, réalisateur et scénariste.
- 10 mai : Rupert Wilson Wigmore, député et ministre.
- 26 juin : Hidulphe Savoie, député.

## Décès
- 28 juin : Charles Connell, député et ministre.
- 9 décembre : William Henry Steeves, député, sénateur et Père de la confédération.